# Vidua togoensis
Vidua togoensis là một loài chim trong họ Viduidae.